# Колесар Юліян
Юліян Колесар (русин. Юлиян Колєсар; нар. 15 липня 1927, Джурджево, регіон Бачка, Сербія — пом. 1992, Канада) — український-русинський маляр-експресіоніст, поет, видавець етнографічних книжок.
Юліян Колесар народився 1927 року в Дюрдьові, в сербській Бачці, як нащадок тих русинів, що поселилися там у половині 18 століття з Пряшівщини. Закінчивши Мистецьку школу в Новому Саді у 1954, він присвячує графіці і працює при мистецькому оформленні Міжнародньої Господарської Виставки в Загребі.
Двома наворотами перебував мистець у Західній Європі, спочатку в Брюсселі, в Бельгії (1958—1960), а згодом у Парижі (1960—1968).
Переїхавши до США жив у Нью-Йорку (1969—1971), потім у Філадельфії, а у 1973 році переїхав до Монтреалу, Канада.
Юліян Колесар творчим корінням всеціло у фольклорі своєї мальовничої Бачки.
Художник Володимир Ласовський описує риси творчості Колесара:

| Творчість Колесара сповнена містики і невгомонної вібрації у формальних вирішеннях. Предметові деформації в нього всеціло і дуже функціонально підпорядкована вимовності і виразності сюжету. Прикметна йому чітка ритмізація площі лінеарними візерунками в дечому нагадує дивізіонізм і мультиплікацію з доби футуризму... Гаряча ґама кольорів палітри Колесара скріплює динаміку форм. Вони в нього вібрують так живо і звучно, що спостерігаючи його деякі композиції, ми вчуваємо в них рвійну танкову музику. Згадати б ще замітну рису нашого талановитого мистця, фантастику і містицизм його сюжетів, що їх дехто може віднести до впливів сюрреалізму... Фантастика і містицизм Колесара беруть свій початок безумовно власне у фольклорі і тому іноді він перегукується з гротесковою фантастикою Гоголя в його творах зі сюжетами зачерпнутими в українській поетичній творчості. |
Автор модерних віршів (писані бачванською говіркою), які часто ілюструють його малярські експресії.
Посмертно (1966) видано його етнографічну книжку «История руского народного мена».